# Калнинь Людмила Едуардівна
Калнинь Людмила Едуардівна (нар. 27 липня 1926, Москва — 11 лютого 2021) — російський мовознавець-славіст, доктор філологічних наук з 1976. Закінчила 1948 Московський педагогічний інститут.

## Біографія
З 1952 працювала в Інституті слов'янознавства і балканістики АН СРСР (з 1998 — Інститут слов'янознавства Російської АН).

## Наукова діяльність
Досліджує синхронну та історичну фонологію слов'янських мов, слов'янські діалекти у зіставному аспекті на фонемному і звуковому рівнях, структуру складу у слов'янських мовах:
- «Розвиток кореляції твердих і м'яких приголосних фонем у слов'янських мовах», 1961;
- «Зіставна модель фонологічної системи слов'янських діалектів», 1981, у співавт.;
- «Спроба вивчення складу в слов'янських діалектах», 1985, у співавт.;
- «Фонетична програма слова як простір фонетичних змін у слов'янських діалектах», 2001; усі — російською мовою.

Калнинь уперше в славістиці здійснила системну інтерпретацію українських діалектів на фонологічному рівні, визначила їх головні ознаки:
- «Кореляція твердих і м'яких приголосних в українській мові», 1962;
- «Про фонологічне оформлення анла-ута в надсянському говорі»,
- «Про деякі засоби сигналізації діереми в українській діалектній мові», обидві — 1972;
- «Спроба моделювання системи української мови. Фонологічна система», 1973;
- «До типології українського діалектного вокалізму», 1980.

Здійснює фонетичний опис окремих українських говірок:
- «Вокалізм одного наддністрянського говору», 1968;
- «Фонетична будова одного гуцульського говору», 1992.

Бере участь у підготовці «Общеславянского лингвистического атласа» (Серия фонетико-грамматическая. в. 1, 1988; в. 2а, 26, 1990; в. 3, 1994). Вивчає теорію лінгвістичної географії («До питання про значення багатомовних атласів для вивчення слов'янського діалектного континууму», 1989, у співавт.).
Започаткувала видання серії монографічних описів «Дослідження зі слов'янської діалектології» (в. 1—9. М., 1992—2004; в. 1 присвячено українським Карпатським Діалектам).